# Inocência (filme de 1983)
Inocência é um filme brasileiro de 1983, dirigido por Walter Lima Jr. e baseado no livro de mesmo nome do Visconde de Taunay. A fotografia é assinada por Pedro Farkas. Lucy e Luiz Carlos Barreto estiveram a cargo da produção, e a música é de Wagner Tiso. Em novembro de 2015 o filme entrou na lista feita pela Associação Brasileira de Críticos de Cinema (Abraccine) dos 100 melhores filmes brasileiros de todos os tempos.

## Sinopse
Inocência é um filme no estilo romântico ambientado no Brasil Imperial. A menina Inocência é acometida de malária e o médico Cirino é designado para tratá-la. Os dois se apaixonam, mas a jovem está prometida para um rico fazendeiro da região e seu pai coloca-se contra a relação. 

## Produção
Barra de São João, distrito do município de Casimiro de Abreu (RJ), foi um dos cenários utilizados como locação do filme, junto com Floresta da Tijuca, na cidade do Rio de Janeiro (e não no sertão de Mato Grosso, como no romance do Visconde de Taunay). 

## Elenco
- Fernanda Torres .... Inocência[2]
- Edson Celulari .... Cirino[2]
- Sebastião Vasconcelos .... Martinho Pereira[2]
- Fernando Torres .... Cesário[2]
- Chica Xavier ...Maria Conga[2]
- Chico Diaz ...Juca[2]
- Rainer Rudolph .... Meyer[2]
- Ricardo Zambelli .... Manecão[2]
- Manfredo Colassanti ...Padre[2]
- Jorge Fino .... Tico[2]

## Premiações
- Festival de Brasília: "Melhor Diretor" e "Melhor Ator Coadjuvante" (Sebastião Vasconcelos).[carece de fontes?]